# Collegium Medicum de la Universidad Jaguelónica

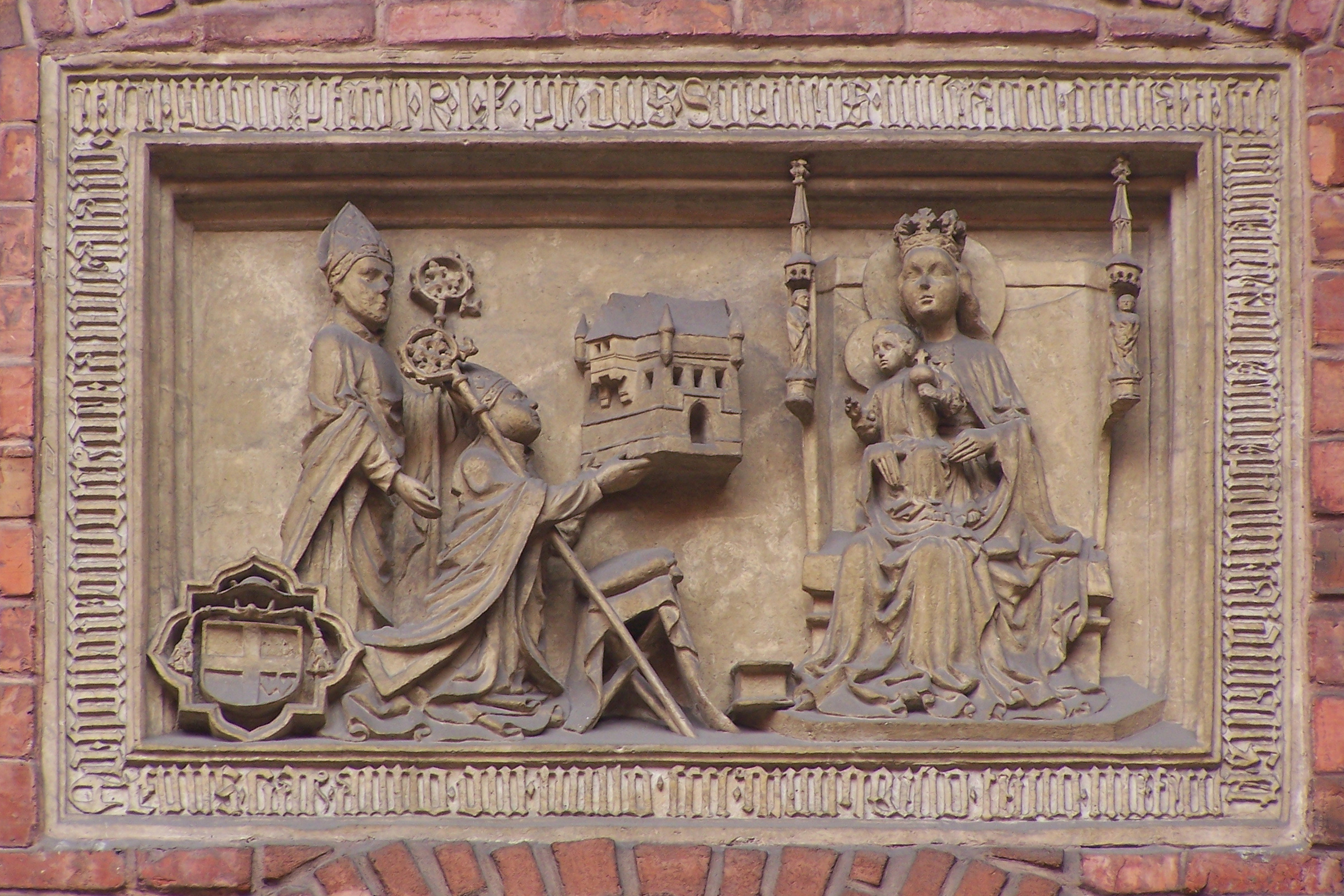

El Collegium Medicum de la Universidad Jaguelónica de Cracovia es el conjunto de facultades de medicina, farmacia y ciencias de la salud más antiguos de Polonia. Reúne a cuatro instituciones de esta universidad : Facultad de Medicina ( Wydział Lekarski ); Facultad de Medicina para extranjeros ( Wydział Lekarski – Szkoła Medyczna dla Obcokrajowców ); Facultad de Farmacia ( Wydział Farmaceutyczny ) y Facultad de Ciencias de la Salud ( Wydział Nauk o Zdrowiu ). Las facultades de Medicina y Farmacia están consideradas en los rankings universitarios nacionales e internacionales como unas de las mejores facultades de ciencias de la salud de Polonia. El conocido como Collegium Medicum figura regularmente en uno de los dos primeros puestos de las facultades de medicina de Polonia según el prestigioso ranking anual  de la revista Perspektywy y el diario Rzeczpospolita . 
De 1950 a 1993, el gobierno comunista separó el sector médico de la Universidad Jaguelónica para constituir un establecimiento autónomo que recibió el nombre de Academia de Medicina Nicolás Copérnico .
Desde su reintegración en la universidad en 1993, el Collegium Medicum ha estado dirigido por un vicerrector con rango de rector (lo que no impidió que el profesor de medicina Wojciech Nowak pudiera convertirse en rector de la universidad en 2012, por primera vez desde la reunificación).

## Vicerrectores del Collegium Medicum
Piotr Laidler (biólogo), desde 2012.